# Uelsen
Uelsen (ˈʏlzən) è un comune della Bassa Sassonia, in Germania.
Appartiene al circondario della Contea di Bentheim ed è parte della comunità amministrativa di Uelsen.